# پتک

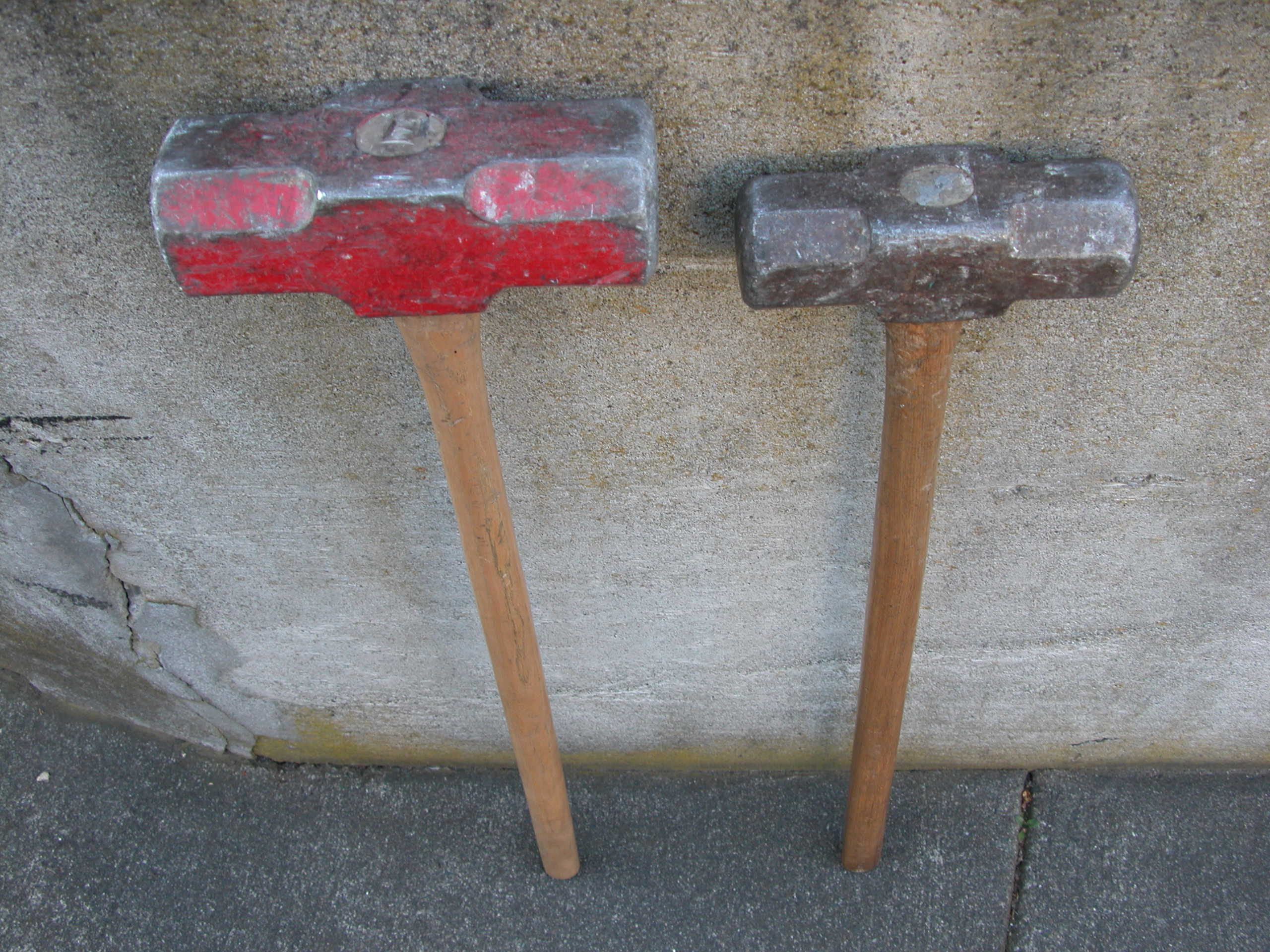
پتک ۱۰ پوندی (۴.۵ کیلوگرم) و ۲۰ پوندی (۹.۱ کیلوگرم)

پُتک ابزاری است دارای سر معمولاً فلزی و بزرگ و صافی که به یک دسته متصل است. بخاطر سنگینی سر پتک می‌تواند نیروی بیشتری از چکشهای هم‌اندازه خود وارد نماید و مانند کوبه نیرو را در سطح بزرگتری توزیع می‌کند. این برخلاف چکشهای دیگر است که نیرو را در مساحت کوچکی متمرکز می‌کنند.